# Velika nagrada Nizozemske 1952
Velika nagrada Nizozemske 1952 je bila sedma dirka Svetovnega prvenstva Formule 1 v sezoni 1952. Odvijala se je 17. avgusta 1952.

## Rezultati

### Kvalifikacije
| Poz | Št | Dirkač              | Konstruktor           | Čas    | Zaostanek |
| --- | -- | ------------------- | --------------------- | ------ | --------- |
| 1   | 2  | Alberto Ascari      | Ferrari               | 1:46,5 | –         |
| 2   | 4  | Nino Farina         | Ferrari               | 1:48,6 | + 2,1     |
| 3   | 32 | Mike Hawthorn       | Cooper-Bristol        | 1:51,6 | + 5,1     |
| 4   | 6  | Luigi Villoresi     | Ferrari               | 1:51,8 | + 5,3     |
| 5   | 12 | Maurice Trintignant | Gordini               | 1:53,0 | + 6,5     |
| 6   | 8  | Jean Behra          | Gordini               | 1:54,5 | + 8,0     |
| 7   | 34 | Ken Wharton         | Frazer-Nash-Bristol   | 1:54,7 | + 8,2     |
| 8   | 10 | Robert Manzon       | Gordini               | 1:54,8 | + 8,3     |
| 9   | 26 | Lance Macklin       | HWM-Alta              | 1:55,2 | + 8,7     |
| 10  | 28 | Duncan Hamilton     | HWM-Alta              | 1:55,8 | + 9,3     |
| 11  | 14 | Paul Frère          | Simca-Gordini-Gordini | 1:58,2 | + 11,7    |
| 12  | 18 | Gino Bianco         | Maserati              | 1:58,4 | + 11,9    |
| 13  | 22 | Ken Downing         | Connaught-Lea-Francis | 1:58,6 | + 12,1    |
| 14  | 30 | Dries van der Lof   | HWM-Alta              | 1:59,4 | + 12,9    |
| 15  | 20 | Jan Flinterman      | Maserati              | 2:01,8 | + 15,3    |
| 16  | 16 | Chico Landi         | Maserati              | 2:02,1 | + 15,6    |
| 17  | 24 | Charles de Tornaco  | Ferrari               | 2:03,7 | + 17,2    |
| 18  | 36 | Stirling Moss       | ERA                   | 2:04,5 | + 18,0    |

### Dirka
| Poz | Št | Dirkač                     | Konstruktor           | Krogi | Čas/Odstop   | Št. m. | Toč |
| --- | -- | -------------------------- | --------------------- | ----- | ------------ | ------ | --- |
| 1   | 2  | Alberto Ascari             | Ferrari               | 90    | 2:53:28,5    | 1      | 9   |
| 2   | 4  | Nino Farina                | Ferrari               | 90    | + 40,1 s     | 2      | 6   |
| 3   | 6  | Luigi Villoresi            | Ferrari               | 90    | + 1:34,4     | 4      | 4   |
| 4   | 32 | Mike Hawthorn              | Cooper-Bristol        | 88    | +2 kroga     | 3      | 3   |
| 5   | 10 | Robert Manzon              | Gordini               | 87    | +3 krogi     | 6      | 2   |
| 6   | 12 | Maurice Trintignant        | Gordini               | 87    | +3 krogi     | 5      |     |
| 7   | 28 | Duncan Hamilton            | HWM-Alta              | 85    | +5 krogov    | 10     |     |
| 8   | 26 | Lance Macklin              | HWM-Alta              | 84    | +6 krogov    | 9      |     |
| 9   | 16 | Chico Landi Jan Flinterman | Maserati              | 83    | +7 krogov    | 16     |     |
| Ods | 34 | Ken Wharton                | Frazer-Nash-Bristol   | 76    | Obesa        | 7      |     |
| Ods | 36 | Stirling Moss              | ERA                   | 73    | Motor        | 18     |     |
| Ods | 30 | Dries van der Lof          | HWM-Alta              | 70    |              | 14     |     |
| Ods | 22 | Ken Downing                | Connaught-Lea-Francis | 27    | Pritisk olja | 13     |     |
| Ods | 24 | Charles de Tornaco         | Ferrari               | 19    | Motor        | 17     |     |
| Ods | 14 | Paul Frère                 | Simca-Gordini-Gordini | 15    | Sklopka      | 11     |     |
| Ods | 8  | Jean Behra                 | Gordini               | 10    | El. sistem   | 6      |     |
| Ods | 20 | Jan Flinterman             | Maserati              | 7     | Diferencial  | 15     |     |
| Ods | 18 | Gino Bianco                | Maserati              | 4     | Glavna os    | 12     |     |